# GmbH & Co. KG
Die Gesellschaft mit beschränkter Haftung & Compagnie Kommanditgesellschaft (GmbH & Co. KG) ist im deutschen Recht eine Kommanditgesellschaft (KG), im österreichischen Recht eine Sonderform der Kommanditgesellschaft (KG) und somit eine Personengesellschaft. In der Schweiz ist diese Rechtsform nicht möglich.
Anders als bei einer typischen Kommanditgesellschaft ist der persönlich und unbegrenzt haftende Gesellschafter (Komplementär) keine natürliche Person, sondern eine Gesellschaft mit beschränkter Haftung (GmbH). Ziel dieser gesellschaftsrechtlichen Konstruktion ist es, Haftungsrisiken für die hinter der Gesellschaft stehenden Personen auszuschließen oder zu begrenzen.

## Geschichte
Die Zulässigkeit einer GmbH & Co. KG wurde in einer Entscheidung des Reichsgerichts vom 4. Juli 1922 (nachzulesen unter RGZ 101,106) bestätigt. Dabei bejahte das Gericht die Frage, ob eine Kapitalgesellschaft – also eine Gesellschaft, bei der eine persönliche Haftung der Gesellschafter nicht vorgesehen ist – einziger Komplementär einer Kommanditgesellschaft sein darf. Beispielsweise wird in § 172 Abs. 5 HGB der Fall erwähnt, dass zu den persönlich haftenden Gesellschaftern einer KG auch nicht natürliche Personen gehören.

## Firma
Die Firma ist der Name, unter dem die GmbH & Co. KG ihre Geschäfte betreibt. Sie muss „zur Kennzeichnung des Kaufmanns geeignet sein und Unterscheidungskraft besitzen“ (§ 18 Abs. 1 HGB). Sie muss gem. § 19 Abs. 1 Nr. 3 HGB (neue Fassung) die Bezeichnung „Kommanditgesellschaft“ bzw. eine „allgemein verständliche Abkürzung“ dieses Begriffs (KG) im Namen tragen. § 19 Abs. 2 schreibt ferner eine Bezeichnung vor, die die Haftungsbeschränkung kennzeichnet.
Hieraus ergibt sich folgende korrekte Firmierung: Name GmbH & Co. KG.
Früher teilweise verwendete Formen wie Name GmbH & Comp. oder Name GmbH & Cie. sind nicht mehr zulässig. Nicht korrekte Firmierungen, da irreführend, sind: Name KG-GmbH & Cie. oder Name & Co. GmbH & Co. KG. Für nach alter Fassung des HGB angemeldete Gesellschaften gilt die frühere, dazu ergangene Rechtsprechung weiterhin, z. B. Name & Co. oder Name & Cie., auch Name & Comp.

## Zweck
Eine Kommanditgesellschaft darf nach § 161 Abs. 1 HGB zum Zwecke eines Handelsgewerbes oder nach § 161 Abs. 2 i. V. m. § 107 HGB zur Verwaltung eigenen Vermögens errichtet werden. Rechtsanwälte dürfen mittlerweile als Angehörige freier Berufe gemäß § 107 Abs. 1 S. 2 HGB i. V. m. § 59b Abs. 2 Nr. 1 BRAO auch in der Rechtsform einer KG und somit auch als GmbH & Co. KG tätig sein. Besonderheiten gelten aufgrund ihrer Berufsgesetze für Steuerberater und Wirtschaftsprüfer für Treuhandtätigkeiten (§§ 49 Abs. 1, 50 Abs. 1 Nr. 3, 50 a StBerG; § 27 Abs. 2 WPO).

## Gesellschafter
Die Beziehungen und Rechte der Gesellschafter untereinander regelt der Gesellschaftsvertrag. Die diesbezüglichen Vorgaben für die KG aus dem Handelsgesetzbuch (§§ 161 bis 177a HGB) sind weitestgehend dispositiv, d. h., sie können durch vertragliche Vereinbarungen abgeändert werden. So sieht z. B. § 119 Abs. 1 i. V. m. § 161 Abs. 2 HGB vor, dass Beschlüsse der Gesellschafter einstimmig zu fassen sind. Diese Regelung kann im Gesellschaftsvertrag durch eine Vereinbarung ersetzt werden, die Mehrheitsbeschlüsse ermöglicht. Auch die Berechnung dieser Mehrheit sollte hier definiert werden, andernfalls gilt nach § 119 Abs. 2 HGB die Kopfzahl der Gesellschafter.

### Einlage der Komplementär-GmbH
Die Komplementär-GmbH kann sich mit einer Einlage an der KG beteiligen. Es ist jedoch weit verbreitet, dass die Komplementär-GmbH weder ertrags- noch vermögensmäßig an der KG beteiligt ist. Die „Leistung“ der GmbH für die KG beschränkt sich in diesem Fall auf die Übernahme der Geschäftsführung und auf die persönliche Haftung. Hierfür erhält die Komplementär-GmbH eine Geschäftsführungs- und Haftungsvergütung, die in einem Prozentsatz ihres Stammkapitals bemessen wird. Von der Rechtsprechung sind 5 % bis 10 % als angemessen anerkannt.

### Einlage der Kommanditisten
Auf Seite der Kommanditisten bezeichnet die Pflichteinlage den Betrag, den ein Kommanditist in die Gesellschaft einzuzahlen hat. Unabhängig hiervon besagt die im Handelsregister eingetragene Haftsumme (veraltet: Hafteinlage), mit welchem Betrag der jeweilige Kommanditist persönlich haftet. Wird im Gesellschaftsvertrag keine Pflichteinlage vereinbart, dann kann unterstellt werden, dass diese mit der Haftsumme identisch ist. Mit Leistung der Pflichteinlage erlischt die persönliche Haftung des Kommanditisten in Höhe des eingezahlten Betrages (Regelung in Deutschland s. § 171 Abs. 1 HGB, in Österreich s. § 171 Abs. 1 Unternehmensgesetzbuch).

## Geschäftsführung/Vertretung
Wie bei jeder KG ist auch bei der GmbH & Co. KG nur der persönlich haftende Gesellschafter (also die Komplementär-GmbH) zu Geschäftsführung befugt (§ 164 HGB). Somit ist der Geschäftsführer der GmbH mittelbar auch Geschäftsführer der KG. Der Kommanditist ist von der Geschäftsführung ausgeschlossen; er kann lediglich bei außergewöhnlichen Geschäften sein Widerspruchsrecht ausüben (§ 164 Satz 1 HGB).
Die Komplementär-GmbH ist auch die alleinige organschaftliche Vertreterin der GmbH & Co. KG, da die Kommanditisten von der organschaftlichen Vertretung ausgeschlossen sind (§ 170 HGB). Ihnen (und gesellschaftsfremden Dritten) kann aber Prokura oder Handlungsvollmacht erteilt werden. Die Rechtsgrundlagen sind dieselben wie bei der KG.

## Abwägung zwischen KG und GmbH & Co. KG

### Vorteile der GmbH & Co. KG
Haftungsbeschränkung
Die GmbH als Komplementär haftet selbst unbeschränkt mit ihrem gesamten Vermögen; die Gesellschafter der GmbH haften in Höhe ihrer Stammeinlagen.
Nachfolgeregelung
Da nach dem Tod einer natürlichen Person als Komplementär die Erben an dessen Stelle treten, entsteht für die Erben ein Haftungsrisiko. Diese Folge tritt nicht ein, wenn mindestens eine Kapitalgesellschaft Komplementärin ist.
Geschäftsführung
Als Geschäftsführer der Komplementär-GmbH können Nichtgesellschafter beschäftigt werden (Fremdorganschaft).

### Nachteile der GmbH & Co. KG
Kapitalbeschaffung
Die GmbH & Co. KG ist weniger kreditwürdig, da keine natürliche Person unbeschränkt haftet.
Kosten
Die Verwaltungskosten sind höher, da sowohl für die GmbH & Co. KG als auch die Komplementär-GmbH Buchführungspflicht besteht, Jahresabschlüsse erstellt und veröffentlicht und Steuererklärungen abgegeben werden müssen.
Veröffentlichungen
Die GmbH & Co. KG unterliegt gemäß § 264a HGB der Publizitätspflicht und muss ihre Jahresabschlüsse wie eine Kapitalgesellschaft offenlegen. Sie ist damit transparenter als eine KG.

## Vermögen der Gesellschaft
Ausgangspunkt für die Einordnung des Vermögens der Gesellschaft sind die Regelungen des BGB über die Gesellschaft bürgerlichen Rechts. Danach unterliegt das Vermögen dinglich einer gesamthänderischen Bindung. Keinem Gesellschafter steht ein Vermögensgegenstand der Gesellschaft oder ein Bruchteil des Vermögens der Gesellschaft zu. Allen Gesellschaftern steht das Vermögen der Gesellschaft gleichzeitig zur gesamten Hand zu. Eine typische Ausgestaltung der Gesellschaft besteht darin, dass der GmbH als Komplementär keine Vermögensbeteiligung eingeräumt wird. Das gesamte Vermögen steht regelmäßig den Kommanditisten zu. Trotzdem ist auch die GmbH dinglich gesamthänderisch am gesamten Vermögen der Gesellschaft beteiligt. Die vereinbarte Beteiligung am Vermögen kommt im Fall des Ausscheidens des Gesellschafters oder der Liquidation der Gesellschaft zum Tragen. Wird auf die erwähnte typische Ausgestaltung zurückgegriffen, wird der GmbH im Fall des Ausscheidens oder Liquidation kein Anteil ausbezahlt.

## Jahresabschluss, Publizität
Wie jede andere Kapitalgesellschaft ist die GmbH in der GmbH & Co. KG Kaufmann im Sinne des Handelsgesetzbuches (HGB) und hat deshalb Bücher zu führen und Jahresabschlüsse anzufertigen (§ 238 HGB). Da in der typischen GmbH & Co. KG jedoch keine natürliche Person Komplementär (Vollhafter) ist, unterliegt sie nach § 264a HGB wie Kapitalgesellschaften höheren Anforderungen an die Aufstellung des Jahresabschlusses und hat diesen auch im elektronischen Bundesanzeiger zu veröffentlichen.

## Gewinnverteilung
In der Regel ist die Gewinnverteilung im Gesellschaftsvertrag der GmbH & Co. KG geregelt. Soweit hier nichts geregelt ist, gelten die gesetzlichen Regelungen gemäß § 161 HGB, die auch für die OHG Anwendung finden:
Zuerst werden die Komplementärgehälter ausgezahlt. Von dem Rest des Gewinns bekommt jeder Gesellschafter 4 % auf seine Einlage. Das übrig Gebliebene wird nun anteilsmäßig verteilt. Dies geschieht gem. § 168 Abs. 2 HGB in einem angemessenen Verhältnis, sofern nichts anderes beschlossen wurde, z. B. entsprechend der Einlage des jeweiligen Gesellschafters.

## Umstrukturierung/Beendigung
Die Gesellschafter der GmbH & Co. KG können ihre Mitgliedschaft gemäß § 161 Abs. 2 i. V. m. § 132 HGB formlos zum Ende des jeweiligen Geschäftsjahres, unter Wahrung einer Frist von sechs Monaten, kündigen.

## Einkommen- und Körperschaftsteuer
Als Personengesellschaft ist die GmbH & Co. KG selbst weder körperschaft- noch einkommensteuerpflichtig. Der Gewinnanteil der Komplementär-GmbH unterliegt der Körperschaftsteuer. Die Gewinnanteile der Kommanditisten unterliegen – soweit sie natürliche Personen sind – der Einkommensteuer.

## Gewerbesteuer
In Deutschland unterliegt jeder stehende Gewerbebetrieb gemäß § 2 Abs. 1 Satz 1 GewStG der Gewerbesteuer. Als gewerblich tätige Personengesellschaft ist die GmbH & Co. KG grundsätzlich gewerbesteuerpflichtig, allerdings erst ab dem Zeitpunkt der Aufnahme ihrer gewerblichen Tätigkeit. Vorbereitungshandlungen zur Gründung einer GmbH & Co. KG bzw. Abwicklungsmaßnahmen zur Auflösung der Firma werden nicht gewerbesteuerlich erfasst. Für die gewerblich geprägte GmbH & Co. KG gilt das Gegenteil: hier beginnt die Gewerbesteuerpflicht schon mit der Aufnahme jeglicher, auf den Erwerb von Einkommen abzielender Tätigkeit. Seit 2002 ist die Veräußerung von Anteilen an Personengesellschaften unter bestimmten Voraussetzungen steuerpflichtig (§ 7 Satz 2 GewStG). Dies gilt, soweit an der veräußerten Personengesellschaft nicht eine natürliche Person unmittelbar beteiligt ist. Steuerpflichtig ist die Personengesellschaft selbst, nicht deren Gesellschafter. Bei doppelstöckiger Personengesellschaft gilt: die Obergesellschaft ist Gesellschafter (Mitunternehmer) der Untergesellschaft. Da sie keine natürliche Person ist, ist der Gewinn aus der Veräußerung der Tochter in voller Höhe steuerpflichtig. Soweit an der Obergesellschaft eine natürliche Person beteiligt ist, wird die Gewerbesteuer aus der Veräußerung nach § 35 EStG angerechnet. Durch die zivilrechtliche Abtretung eines Mitunternehmeranteils wird die Steuerpflicht der bisherigen Personengesellschaft nur beendet, wenn sämtliche Gesellschafter dadurch ausscheiden. Bei einem lediglich partiellen Gesellschafterwechsel besteht die Steuerpflicht der Personengesellschaft fort.

## Grunderwerbsteuer
Wie jede andere Personengesellschaft, handelt auch die GmbH & Co. KG als selbstständiger Rechtsträger: Immer dann, wenn die KG ein Grundstück erwirbt oder veräußert, fällt Grunderwerbsteuer an, auch wenn das Grundstücksgeschäft mit einem oder mehreren Gesellschaftern abgeschlossen wird. Steuerschuldner ist die KG, jedoch haften die Gesellschafter gesamtschuldnerisch (§ 191 Abs. 4 AO).
Die steuerliche Transparenz der Personengesellschaft macht sich auch im Grunderwerbsteuerrecht bemerkbar: Bei Grundbesitzübereignungen zwischen Gesellschaftern und Gesellschaft (und umgekehrt) gewähren die § 3, § 5 und § 6 GrEstG personenbezogene Vergünstigungen. § 5 und § 6 GrEStG befreien die Übertragung so weit, wie ein Grundeigentümer mit dem gleichen ideellen Anteil am Grundstück beteiligt bleibt. Eine fünfjährige Sperrfrist soll Missbräuche verhindern: Innerhalb dieser Zeitspanne nach einem steuerlich befreiten Grundstücksgeschäft können sich Änderungen der Gesellschaftsstruktur steuerlich nachteilig auswirken.
Die Einbringung eines Grundstücks in eine Familien-KG ist in der Regel in voller Höhe grunderwerbsteuerfrei. Der Wechsel von Gesellschaftern einer KG mit Grundbesitz kann dagegen unter bestimmten Umständen grunderwerbsteuerpflichtig sein.

## Erbschaft-/Schenkungsteuer
Eine rein vermögensverwaltende, nicht gewerblich tätige und nicht gewerblich geprägte GmbH & Co. KG wird erbschaftsteuerrechtlich wie Privatvermögen behandelt; im Falle einer gewerblich tätigen bzw. gewerblich geprägten GmbH & Co. KG handelt es sich um Betriebsvermögen, das gegenüber Privatvermögen steuerlich begünstigt wird. Bei der schenkweisen Übertragung oder Vererbung einer Beteiligung an einer vermögensverwaltenden GmbH & Co. KG unterliegt nicht die Gesellschaftsbeteiligung der Besteuerung, sondern die Anteile an den einzelnen Wirtschaftsgütern. Übernommene Schulden werden nicht saldiert, sondern im Sinne einer „gemischten Schenkung“ als abziehbare Gegenleistung behandelt (§ 10 Abs. 1 S. 4 ErbStG). Bei der Übertragung einer Beteiligung an einer gewerblichen GmbH & Co. KG ist der gemeine Wert der Beteiligung (Verkehrswert inklusive der stillen Reserven) steuerlich relevant. Um diesen Wert zu ermitteln, kommen verschiedene Bewertungsmethoden in Betracht. Erhält der Erbe nicht den Gesellschaftsanteil, sondern eine Abfindung, ist diese mit dem Nennwert steuerpflichtig und nicht steuerbegünstigt.

## Vorteile
- In der GmbH & Co. KG wird die Rolle des persönlich haftenden Gesellschafters von der GmbH übernommen. Die Haftung der hinter der GmbH stehenden Gesellschafter beschränkt sich auf ihre Stammeinlagen bei der Komplementär-GmbH bzw. auf ihre Kommanditeinlagen bei der KG.
- flexiblere Eigenkapitalbeschaffung über Kommanditeinlagen
- ermöglicht eine den Personengesellschaften eigentlich fremde Drittorganschaft
- für die Unternehmer evtl. Mitbestimmungsvorteile (Wird bis zu einer Mitarbeiterzahl von 2000 Mitarbeitern der GmbH & Co. KG die Mitarbeiterzahl der Komplementär-GmbH unterhalb von 500 Mitarbeitern gehalten, so ist keine Bildung eines Aufsichtsrates notwendig)[4]
- Auf Ebene der KG fällt keine Körperschaftsteuer an. Die Komplementär-GmbH kann so gestaltet werden, dass sie nur geringe Gewinne erwirtschaftet. Die Steuerersparnis der GmbH & Co. KG gegenüber einer GmbH fällt besonders ins Gewicht, wenn erwirtschaftete Gewinne an die Gesellschafter ausgeschüttet werden sollen.

## Nachteile
- Der Aufwand für die Buchführung ist entsprechend hoch, da sowohl für die KG als auch für die GmbH die Bücher zu führen und Abschlüsse zu erstellen sind. Allerdings lassen sich durch gestalterische Maßnahmen die Buchungsbewegungen bei der Komplementär-GmbH sehr stark reduzieren, so dass bei geschickter Gestaltung der Aufwand nicht sonderlich ins Gewicht fällt.
- Die Kreditwürdigkeit ist eingeschränkt, da die Bank (relativ) wenig Sicherheiten geboten bekommt (nur das Gesamtkapital der KG und der GmbH), da keine natürlichen Personen uneingeschränkt persönlich haften.
- Die Geschäftsführervergütung der GmbH wirkt sich bei der KG nicht steuermindernd aus. Sie ist bei der KG steuerlich zwar zunächst eine Betriebsausgabe (§ 4 Abs. 4 EStG), wird aber dem Gesamtgewinn der KG als Sondervergütung wieder hinzugerechnet (§ 15 Abs. 1 Nr. 2 Satz 1 EStG).

## Ausprägungen

### Typische GmbH & Co. KG
Bei der typischen (auch personengleichen) GmbH & Co. KG sind die Gesellschafter der Komplementär-GmbH zugleich die Kommanditisten der GmbH & Co. KG.

### Beteiligungsidentische GmbH & Co. KG
In einer beteiligungsidentischen GmbH & Co. KG sind alle Gesellschafter im gleichen Verhältnis zueinander als Kommanditisten an der KG und als Gesellschafter an der Komplementär-GmbH beteiligt. Um die Beteiligungsidentität auch im Falle des Ausscheidens eines Gesellschafters zu wahren, empfiehlt sich die Aufnahme eines Passus im Gesellschaftsvertrag, mit der die Kündigung der Mitgliedschaft der Komplementär-GmbH gleichzeitig die Kündigung der KG fingiert.

### Einheitsgesellschaft
Bei der Einheits-GmbH & Co. KG hält die KG alle Anteile der Komplementär-GmbH. Dadurch wird die Unternehmensführung in einer Gesellschaft, der KG, vereint. Um die vollständige Einflussnahme der Kommanditisten sicherzustellen und zur Vermeidung der Kontrolle der Geschäftsführung durch sich selbst, ist es notwendig, im Gesellschaftsvertrag der KG zu regeln, dass die Rechte als Gesellschafter der Komplementär-GmbH von den Kommanditisten und nicht für die KG von den Geschäftsführern der Komplementär-GmbH wahrgenommen werden.

### Einpersonen-GmbH & Co. KG
In der Einpersonen-GmbH & Co. KG hält ein Gesellschafter alle Kommandit- und GmbH-Anteile.

### Publikums-KG
Die Publikumsgesellschaft (auch „Massen-“ oder „Kapitalanlagegesellschaft“) ist auf die Aufnahme eines nahezu unbegrenzten Personenkreises als Kommanditisten ausgelegt. Die Kommanditisten stehen zueinander in keiner persönlichen Beziehung und wirken an der Formulierung des Gesellschaftsvertrags nicht mit, sondern treten der bestehenden Gesellschaft lediglich bei.
Klassischer Anwendungsbereich der Publikums-KG sind die sog. geschlossenen Fonds. Diese unterscheiden sich von den sog. offenen Fonds (z. B. klassische Aktien- und Rentenfonds) durch ihre gesellschaftsrechtliche Konstruktion und vor allem dadurch, dass man die Anteile nicht offiziell an zugelassenen Börsen handeln kann, sondern ein Ausstieg (= Kündigungsmöglichkeit) der Kommanditisten prinzipiell während der geplanten Laufzeit der Gesellschaft ausgeschlossen ist.
Bei der Publikums-KG ist eine juristische Besonderheit zu beachten: Wegen ihrer wirtschaftlichen Ähnlichkeit zur Aktiengesellschaft sind statt der §§ 161 ff HGB (wie sie eigentlich auf eine Kommanditgesellschaft anzuwenden wären) weitestgehend die Vorschriften des Aktiengesetzes anzuwenden.

### Doppelstöckige GmbH & Co. KG
An der doppelstöckigen (bzw. „mehrstufigen“) GmbH & Co. KG ist als einziger Komplementär und/oder Kommanditist eine weitere GmbH & Co. KG beteiligt. Für ein derartiges Konstrukt sprechen ggf. mitbestimmungsrechtliche oder umwandlungsrechtliche Gründe; dagegen spricht der hohe administrative Aufwand mit mehrfacher Buchführung und Bilanzierung.

### Sternförmige Beteiligung
Ist eine GmbH gleichzeitig Vollhafter in mehreren Kommanditgesellschaften, so spricht man von einer „sternförmigen Beteiligung“ der Komplementär-GmbH. Konkurrieren die sternförmig gebundenen KGen in der gleichen Branche, sollte in den Gesellschaftsverträgen das Wettbewerbsverbot aus § 112 Abs. 1 HGB abbedungen werden.

## Weitere haftungsbeschränkte Rechtsformen als Komplementär
Folgende weitere Rechtsformen mit Haftungsbeschränkung können Komplementär einer KG sein, so dass die Haftung der hinter der KG stehenden Personen insgesamt beschränkt ist:
| Rechtsform                                   | Firmierung                                            | Bemerkung |
| -------------------------------------------- | ----------------------------------------------------- | --- |
| Unternehmergesellschaft (haftungsbeschränkt) | Unternehmergesellschaft (haftungsbeschränkt) & Co. KG | Es wird die gleiche Haftungsbeschränkung erreicht, aber es muss ein geringeres Stammkapital aufgebracht werden. |
| Limited                                      | Limited & Co. KG                                      | Es kann jede ausländische Kapitalgesellschaft mit beschränkter Haftung die Komplementärstellung einnehmen. |
| Societas Europaea                            | SE & Co. KG                                           | Über die Wahl der europäischen Rechtsform können Vorteile zwischenstaatlicher Gesellschaften mit den (steuerlichen) Vorteilen einer deutschen Personengesellschaft kombiniert werden. |
| Aktiengesellschaft                           | AG & Co. KG                                           | Ähnlich wie bei der KGaA können mit dieser Rechtsform die Vorteile einer Kapitalgesellschaft mit den Vorteilen einer Personengesellschaft kombiniert werden. Die Verwendung der AG als Komplementär macht jedoch nur bei einem breiteren Gesellschafterkreis Sinn, der sich an einer Kapitalgesellschaft beteiligen will. |
| S.à r.l.                                     | S.à r.l. & Co. KG                                     | Es kann jede ausländische Kapitalgesellschaft mit beschränkter Haftung die Komplementärstellung einnehmen. |

## Rechtslage in der Schweiz
Da nach schweizerischem Recht nur natürliche Personen Komplementäre einer Kommanditgesellschaft sein können (Art. 594 Abs. 2 OR), ist eine GmbH & Co. KG nicht möglich. Politische Bemühungen, dies zu ändern, waren bis jetzt nicht erfolgreich.